# Ficus cumingii
Ficus cumingii är en mullbärsväxtart som beskrevs av Friedrich Anton Wilhelm Miquel. Ficus cumingii ingår i släktet fikonsläktet, och familjen mullbärsväxter. Inga underarter finns listade i Catalogue of Life.